# Famille du Cos de La Hitte
Pour les articles homonymes, voir Cos, Ducos, Hitte (homonymie) et Lahitte.
La famille du Cos de La Hitte est une famille subsistante de la noblesse française d'extraction, originaire de Gascogne.
Elle s'est distinguée avec Jean Ernest et Louis Ernest Ducos de La Hitte.

## Histoire

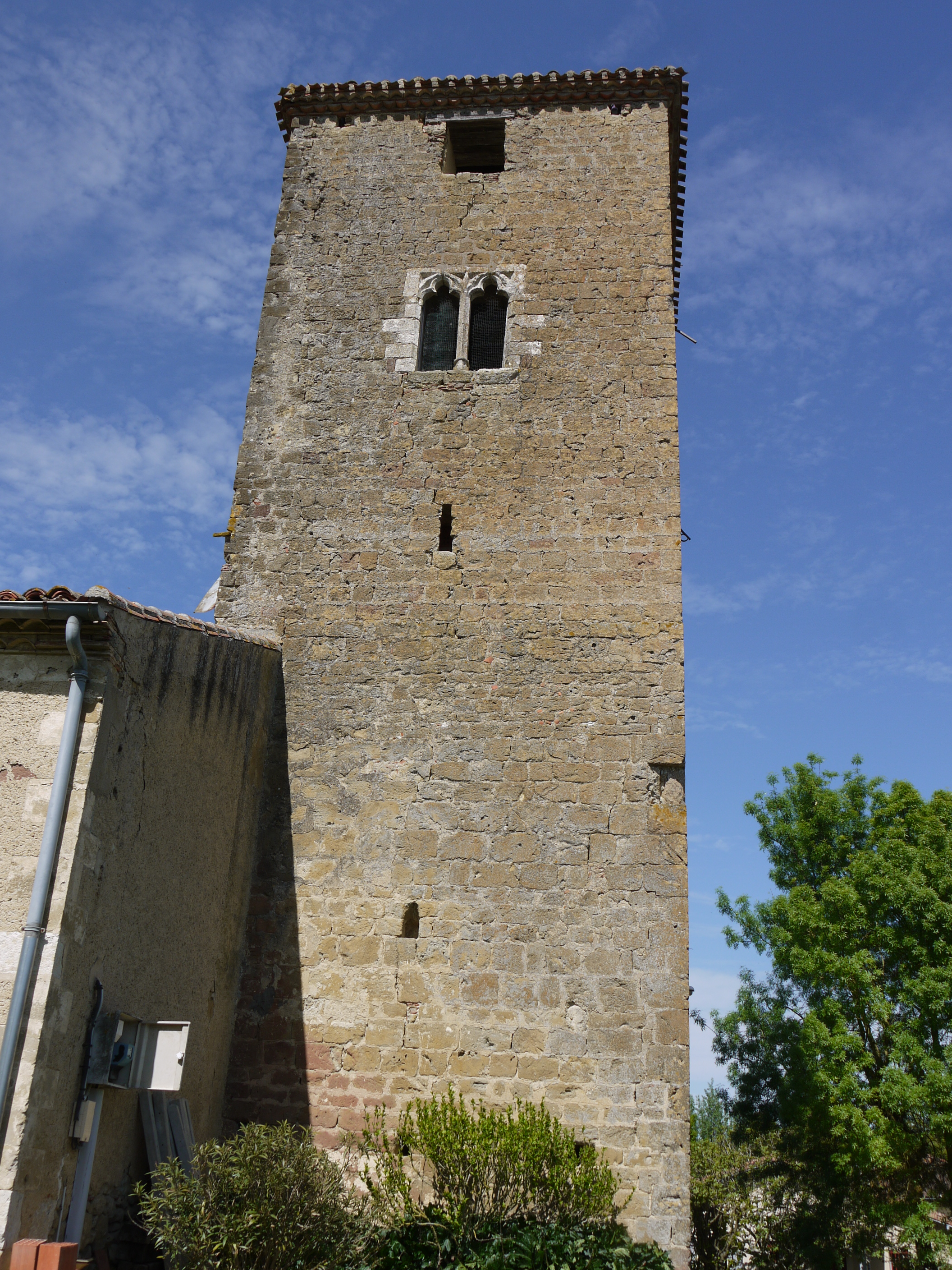
Tour du château de la Hitte devenue le clocher de l'église Saint-André de Lahitte.

Bien que sa filiation prouvée et suivie ne date que de 1530, la famille du Cos est présumée citée dès 1080 et installée en 1150 sur les terres situées dans la commune actuelle de Lahitte, en Gascogne. Elle serait originaire d'un fief qui se trouvait au sud de la commune actuelle de Roquebrune, dans le comté de Fezensac réuni avec le comté d'Armagnac dans le duché de Gascogne en 1140. La tour et les murailles qui composent les ruines du château du Cos s'élèvent encore sur la crête dominant les vallons de l'Osse et de la Guiroue. Les cartulaires de la cathédrale Sainte-Marie d'Auch mentionnent le nom d'une famille du Cos dès 1080. Ceux de Gimont font mention du château de Lahitte, en 1150.

Carte du département du Gers

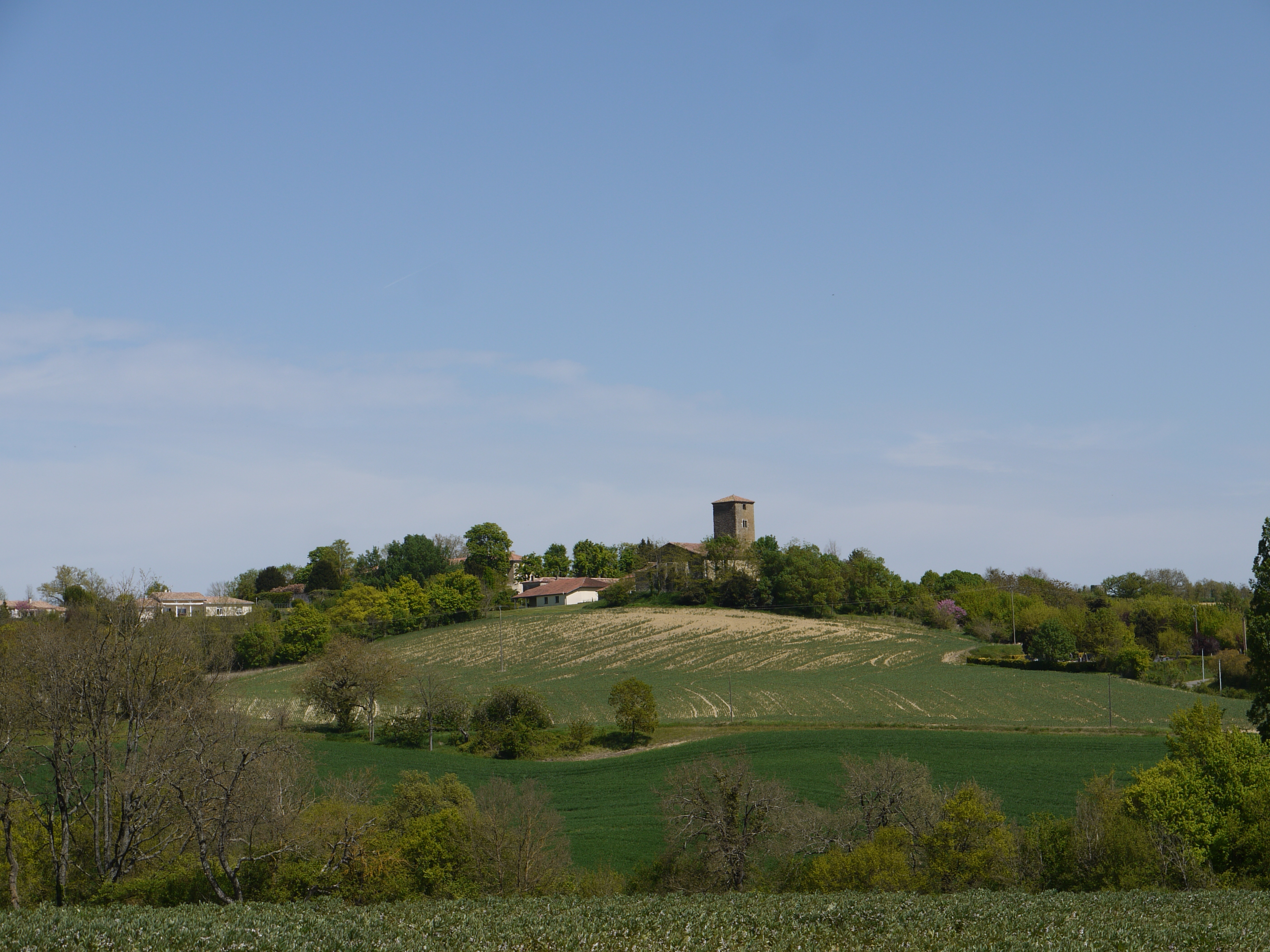
Vue de la commune de Lahitte en 2017.

En 1230, Odet du Cos, seigneur de La Hitte, premier représentant attesté de cette famille, nommée parfois de La Fitte, parfois de la Hitte, de fitta ou hitta en gascon, du latin ficta petra désignant les « pierres fichées » bornant les limites de territoire, selon les deux variantes du nom de ses possessions, donne à ses terres du comté d'Armagnac les coutumes dont la charte originale sur parchemin est conservée par la famille et dont une reproduction se trouve à la mairie de la commune.
Un Odet du Cos, seigneur de La Hitte, deuxième du nom, est vers 1400 gouverneur de la ville d'Auch qu'il protège des Anglais,.
La filiation est ensuite présumée à partir d'un Bernard du Cos, seigneur de l'Islette-Surimonde (L'Isle-Arné) et de Sarrancolin à la fin du XIVe siècle : son fils aîné, Géraud Du Cos, hérite en effet la seigneurie de La Hitte d'Odet qui meurt sans postérité. Géraud est, comme Odet, capitaine-châtelain de la ville d'Auch en 1413.
Les auteurs s'accordent pour lui reconnaitre pour fils un Géraud du Cos, deuxième du nom, seigneur de La Hitte, qui teste en 1477, et un Odet du Cos, troisième du nom, seigneur de La Hitte, qui rend hommage en 1521 à Charles, duc d'Alençon, pair de France, comte d'Armagnac pour la seigneurie de La Hitte et qui épouse Audine de Maynault, assurant ainsi la descendance de la branche aînée.

## Personnalités
- Jean Ernest Ducos de La Hitte
- Louis Ernest Ducos de La Hitte

## Filiation
La filiation n'est véritablement établie qu'à partir d'un noble Jacques du Cos, seigneur de la Fitte, dans le comté d'Armagnac et le diocèse d'Auch, qui épouse en 1530 Agnès de Montlezun, fille de Gaillard de Montlezun, seigneur de Basenne, et que la plupart des auteurs donnent pour le fils d'Odet et d'Audine de Maynault,,. Il fait en 1540 pour le sénéchal d'Armagnac, commissaire député pour le Roi, le dénombrement de la seigneurie moyenne et basse de La Hitte, et d'autres biens nobles qu'il possède dans le comté de Fezensac.
Manaud du Cos, fils aîné de Jacques, épouse en 1566 Jeanne d'Esparbès dont il a plusieurs filles qui recueillent la seigneurie de La Hitte.
Jacques du Cos a trois autres fils : Jacques II, qui continue la descendance; Hercule, auteur de la branche des seigneurs de Montcorneil, éteinte en 1672 ; Bertrand, auteur de la branche de Saint-Sever, éteinte au milieu du XVIIIe siècle,.
Jacques II du Cos épouse en 1566 Françoise de Lalanne, héritière de la seigneurie de Sarrant, en Lomagne, à laquelle il donne également le nom de La Hitte. Son père lui laisse la légitime par son testament du 19 juin 1602. Capitaine d'une compagnie de 100 hommes d'armes, gentilhomme de la chambre du roi Henri III en 1582, il devient son lieutenant général au gouvernement de Saluces en 1585, chevalier de l'Ordre du Saint-Esprit et commandeur « pour son service au delà les Monts ». La famille conserve vingt-deux lettres écrites à Jacques II du Cos entre 1582 et 1600 par les rois Henri III et Henri IV dans lesquelles les souverains le remercient du soin qu'il prend à la conservation du marquisat de Saluces,.
Le plus jeune de ses quatre fils, Jean-Philippe, est reçu dans l'Ordre de Malte en 1607 et devient par la suite commandeur de Raissac, puis de la Tronquière. Il meurt alors qu'il était en passe d'être nommé grand prieur de Saint-Gilles,.
Les trois aînés, Bertrand du Cos, seigneur de La Hitte-Cadours, marié en 1602 à Marie Gautier, Jean-François du Cos de La Hitte, marié en 1600 à Perrette de Puydorphile, dame de Gaspard,,, et François, sont les auteurs de trois branches dont les deux premières subsistent. La troisième, dite des seigneurs de Salenave, s'éteint en 1764.
Famille de la noblesse d'extraction, suivie à partir de 1530, le premier rameau de sa branche ainée est maintenu dans sa noblesse par jugement du 4 février 1668 de Claude-Joseph Sanson, intendant de Montauban, la seconde branche par jugement du 20 décembre 1669 de Claude Bazin de Bezons, intendant du Languedoc, la branche de Saint-Sever par jugement du 2 juin 1699 de Félix Le Peletier de La Houssaye, intendant de Montauban, celle de Salenave, comme le rameau de la Mothe et d'Armoise, par jugement du 14 mars 1715 de Jean-Baptiste Louis Laugeois d'Imbercourt, également intendant de la généralité de Montauban. D'autres preuves de noblesse sont mentionnées dans les Carrés d'Hozier.

### Branche aînée (éteinte)
Bertrand, auteur de la branche ainée, laisse deux fils : Jacques du Cos, seigneur de La Hitte, gentilhomme ordinaire de la chambre du Roi en 1661, marié en 1631 à Marie de Cantelou, fille de Pierre de Cantelou, seigneur de Saint-Cricq et de Giraude de Foissin, institué héritier par testament de Bertrand en 1626, et Charles du Cos de La Hitte, seigneur de la Mothe, marié en 1644 à Florinde de Sol, auteurs de deux nouveaux rameaux,.
Jacques a pour fils aîné, Jean-François du Cos de La Hitte, marié en 1662 à Marguerite de Cheverry, dont Charles qui suit; Joseph, reçu chevalier de justice dans l'Ordre de Malte en 1700 et mort en 1704; François du Cos de La Hitte Saint-Martin ; Anne du Cos de La Hitte, mariée avec noble de la Guye, seigneur de Calès en Quercy.
Charles du Cos de La Hitte, épouse Marie de la Bonne, de laquelle il a pour fils unique Joseph-Marie du Cos, « comte » de La Hitte et de Montaut, dernier représentant du premier rameau, premier baron du Fezensac et de l'Armagnac, qui sert dans le régiment de Richelieu et qu'il quitte en 1732; il fait les campagnes de 1734 et 1735 avec le maréchal de Belle-Isle et épouse en 1759 Marie-Françoise Dionis, fille de feu Dionis du Séjour, doyen des notaires de Paris et des secrétaires du Roi du Grand Collège. Il vend, en 1764 la seigneurie de La Hitte pour acheter celle de Montaut,. Il n'a pas d'enfants et institue héritier universel en 1772, Jean-François-René du Cos de La Hitte, seigneur de Gaspard, fils aîné du chef de la seconde branche,.
Le chef du second rameau, Jean du Cos de La Hitte, seigneur de la Mothe et d'Armoise, fils de Charles, épouse en 1674, Marguerite de Thomas d'Argelès, puis, en 1682, Françoise d'Antres. Du premier lit il a un fils, Jean-Baptiste du Cos de La Hitte, seigneur d'Armoise, qui épouse en 1714 Marie Delhoms et dont la descendance est représentée par Maurice du Cos, « comte » de La Hitte, né en 1865, marié en 1898 à mademoiselle de Marcellus. Il a, du second lit, un autre fils, également nommé Jean-Baptiste du Cos, seigneur de Belbèze, officier au service de l'infant d'Espagne don Carlos, tué à la bataille de Plaisance, dont la descendance s'éteint avec don Francisco du Cos de la Hitte, brigadier au service de l'Espagne, mort à Montevideo en 1800, et avec son fils, don Julian, capitaine d'infanterie, fait prisonnier et tué après la bataille de Chacabuco.

### Branche cadette (subsistante)
François du Cos de La Hitte, seigneur de Gaspard, né le 12 août 1601, chef de la seconde branche, épouse en 1630 Marthe de Luppé. Son arrière petit-fils, Jean-René du Cos de La Hitte, seigneur de Gaspard, né à Toulouse le 20 octobre 1711, épouse le 18 avril 1744 Antoinette de Berty (1717-1754), puis le 23 novembre 1758 Cécile Bergé. Lieutenant des Chevau-légers, iI meurt en 1801 après que son fils aîné, Jean-François-René - né le 12 mars 1745 à Grenade et mort pendant l'émigration le 24 avril 1794 à Figueras - soit devenu légataire universel de Joseph-Marie Ducos de La Hitte, chef de la branche ainée. Ce fils aîné laisse une fille unique, mariée en 1812 au baron d'Arblade de Séailles.
Jean-René a un second fils de son premier mariage : Jean-Benoît Ducos de La Hitte, né le 4 juin 1746 à Grenade, page de la Reine en 1763 qui se marie le 4 septembre 1781 à Toulouse avec Alexandrine de Gineste; ainsi que trois autres fils de son deuxième mariage qui partiront tous en Amérique-du-Sud : 1) Jean-Marie-François-René Ducos de La Hitte, né à Grenade le 8 septembre 1759, élève de 1769 à 1773 au Collège royal de La Flèche; de son union à Cuq-Toulza, le 31 octobre 1798 avec Jeanne Pydemarc, il laise deux fils; 2) Benoît-Henri Ducos de La Hitte, né le 14 février 1763 à Grenade, curé de Lombez qui devient le 4 février 1797 chapelain de la toute nouvelle ville de Melo en Uruguay. Chassé par l'armée Portugaise au tout début du XIXe siècle, il renonce à la prêtrise et rentre en France où il se marie deux fois; il laisse trois filles avant de mourir en Russie en 1813; 3) Louis-Antoine Ducos de La Hitte, né à Grenade le 4 mars 1764, devient en 1810 lieutenant-colonel du régiment de Hussards à Montevideo après s'être marié, à Buenos Aires le 31 octobre 1797, avec doña Maria Toribia de Élia y Garcia de Zuñiga (1770-1846). Expulsé de Montevideo par la Révolution de mai, il s'établit définitivement en Argentine où ses six enfants laissent une importante postérité (dont Roque Sáenz Peña, président de la République argentine).
Jean-Benoît Ducos de La Hitte, auteur du premier rameau, laisse deux fils. L'ainé, René-Édouard Ducos de La Hitte, né le 12 octobre 1783 à Bessières, épouse le 4 septembre 1811 Émilie de Combettes de la Bourélie. Ils auront quatre enfants dont trois fils, Odet (1812-1896), Charles (1818-1855) et Alfred (1826-1893). L'un des fils d'Odet, Édouard Ducos de La Hitte (1854-ca1927) laisse deux filles de son mariage, le 16 septembre 1883, avec Zénobie-Marie d'Orcival de Peyrelongue. L'autre fils d'Odet, Charles du Cos de La Hitte (1856-1927), est professeur de droit, ethnologue et explorateur de grand renom à Buenos-Aires.
Jean Ernest Ducos de La Hitte (1789-1878), second fils de Jean-Benoît devient général de division d'artillerie, ministre des Affaires étrangères, sénateur du Second Empire et grand-croix de la Légion d'honneur. Il est le père de cinq enfants dont Louis Ernest du Cos de La Hitte (1828 - 1904), général de division, grand-officier de la Légion d'honneur qui laisse deux fils dont Paul du Cos de La Hitte (1909-1983), général de brigade, commandeur de la Légion d'honneur.
La branche subsistante se perpétue en Gascogne, dans le reste de la France et en Argentine. En 1870, Alphonse Brémond, dans un complément à son Armorial général des familles nobles du pays toulousain, mentionnait : Henri du Cos, à Monfort (château d'Esclignac, cédé par Philippe de Preissac à la Restauration et conservé jusqu'en 1939) ; Philibert du Cos de La Hitte, à Montech ; Édouard-René du Cos et Odet du Cos, à Auch (château de La Hitte); Édouard, Charles, Alfred-Victor-Henri et son fis Odet du Cos de La Hitte, à Pézenas ; Jean Ernest Ducos de La Hitte, à Paris et Bessières (château de Castelrive) ; Louis Ernest Ducos de La Hitte, ses deux fils, Ernest et Raymond ; Auguste du Cos de La Hitte et la vicomtesse Gabriel de Sarret, née du Cos de La Hitte à Toulouse ; madame Justin Soleille, née du Cos de La Hitte, à Paris, Toulouse et Bessières ; madame Estève Boissonnet, née du Cos de La Hitte, à Paris, Bessières et Alger; Éduardo Ducos de La Hitte (1803-1874) et ses deux fils, Édouardo-Angel et Alfredo, à Buenos Aires.
La famille du Cos de La Hitte est membre de l'association d'entraide de la noblesse française où elle a été admise en 1969 sur présentation du certificat de noblesse délivré le 1er décembre 1769 par Antoine Marie d'Hozier de Sérigny pour l'admission de Jean-Marie-François-René du Cos de La Hitte au Collège royal de La Flèche,.

## Armes & devise
- Armes : « D'azur à une épée d'or, posée en bande, la pointe en haut, traversant un cœur d'or et accompagnée de trois étoiles aussi d'or. »[3]
- Couronne : « de Comte »
- Support : « à dextre, un cerf au naturel, à senestre, un lion au naturel »
- Devise : « Fortitudo et celeritas »